# Ciempozuelos
Ciempozuelos (spanskt uttal: [θjempoˈθwelos]) är en ort och kommun i den autonoma regionen Madrid i centrala Spanien. Orten ligger cirka 29,5 kilometer söder om centrala Madrid. Kommunen har 26 140 invånare (2024), på en yta av 49,64 km².
Arkitekten Ventura Rodríguez föddes i Ciempozuelos år 1717.